# Ахъядов, Апти Мовлидович
Апти́ Мовли́дович Ахъя́дов (24 августа 1993 года, Гудермес, Чечня, Россия) — российский футболист, нападающий.

## Клубная карьера
В составе «Терека» забил голы в товарищеском матче с командой «Адмира Ваккер» (Мёдлинг) во время сборов в Турции в ноябре 2015 и в контрольном матче с «Нюрнбергом». В чемпионате России дебютировал 21 августа 2015 года — в домашней игре против московского «Динамо» вышел на 90 минуте.
26 июля 2018 года на правах аренды перешёл в «Анжи».